# Schronisko Blaszyńskich
Schronisko Blaszyńskich pod Zawiesistą – niedziałające już prywatne schronisko w Dolinie Chochołowskiej w Tatrach Zachodnich. Znajdowało się pod Zawiesistą, przy drodze wiodącej dnem Doliny Chochołowskiej. 
Pierwszy budynek w Dolinie Chochołowskiej rodzina Blaszyńskich (Jan Blaszyński Duszek i jego żona Karolina) postawiła w roku 1937. Był to niewielki bufet powyżej Wyżniej Bramy Chochołowskiej. Chatę tę, podobnie jak schronisko Bukowskich na polanie Huciska, spaliły oddziały niemieckie 4 stycznia 1945 r.
Blaszyńscy odbudowali budynek w nieco innym miejscu jeszcze w tym samym roku. Jednak i to schronisko nie przetrwało do czasów dzisiejszych. Spłonęło po akcji partyzanckich oddziałów Józefa Kurasia „Ognia”. Dopiero trzecia próba Blaszyńskich odniosła skutek. Odbudowany w marcu 1946 budynek stoi do dziś. Schronisko pod Zawiesistą funkcjonowało do roku 1974, oferowało miejsca noclegowe w dość słabych warunkach, elektryczność oraz kuchnię dla turystów. Znane było z dobrej atmosfery i wypieków. Po zamknięciu schroniska władze komunistyczne wykupiły je od prywatnych właścicieli i przekazały parkowi narodowemu. Dziś mieszka tam pracownik leśny TPN.

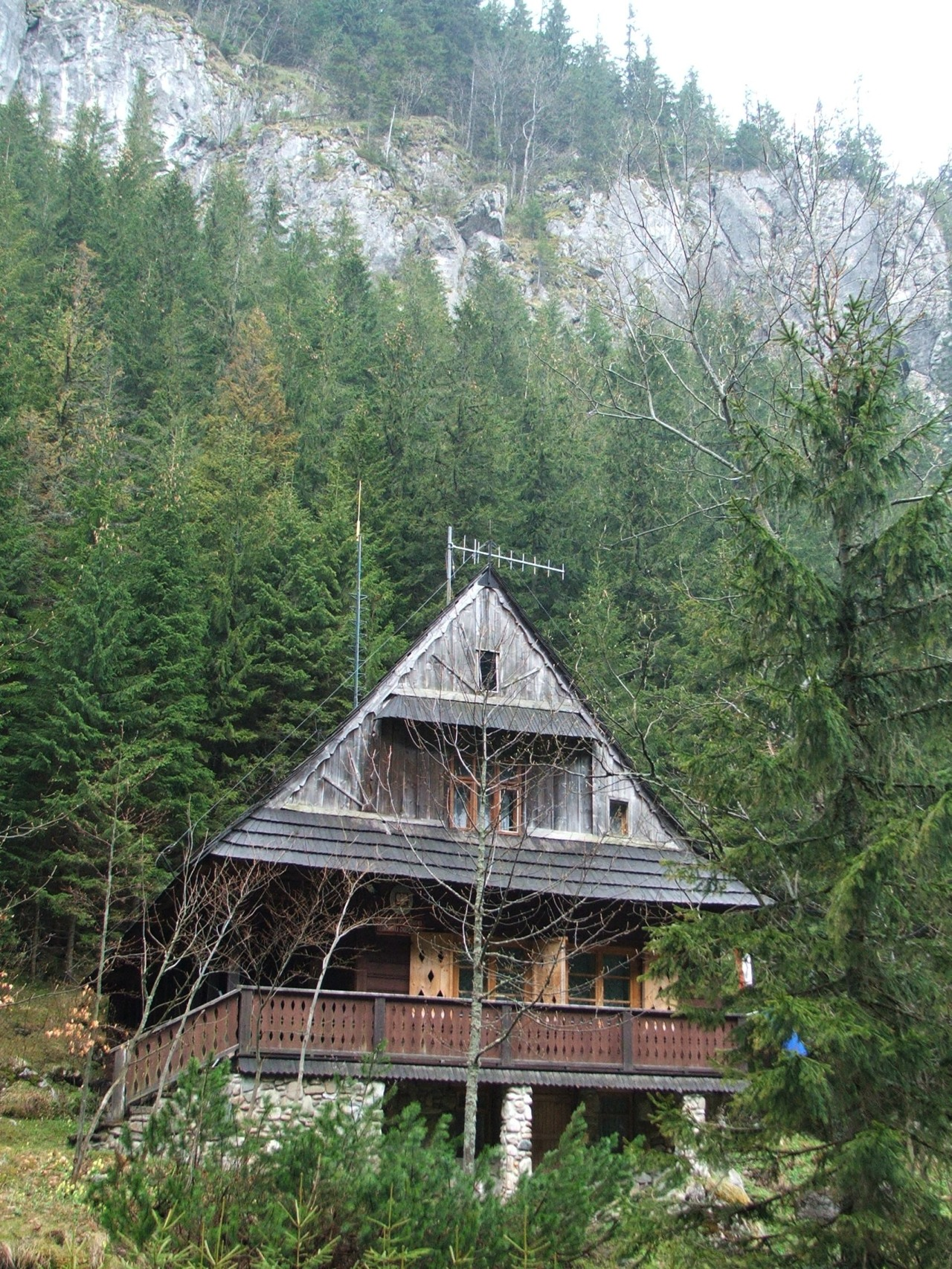
Aktualnie stojący budynek schroniska działającego w latach 1946-1974